# Kekkai genkai
In de anime- en mangaserie Naruto  is een kekkei genkai (bloedlijn-limiet) een talent dat genetisch wordt doorgegeven en alleen door leden van een bepaalde clan kan worden gebruikt. De naam van een kekkei genkai beschrijft de afwijking en overgebleven techniek. Meeste mensen kunnen maar één kekkei genkai krijgen, de enige bekende afwijking van deze regel is Mei Terumī (Vijfde Mizukage). 

## Overzicht
In het algemeen zijn er drie soorten Kekkei Genkai:
- Dōjutsu zijn unieke ogen met speciale perceptieve vermogen, zoals röntgen of verhoogde attentie naar kleine details. Sommige Dōjutsu heeft iemand al vanaf hun geboorte zoals Byakugan, terwijl andere Dōjutsu, zoals de Uchiha Clan's Sharingan alleen ontwaken onder speciale condities.
- Geavanceerde Natuurtransformaties voegen twee elementen samen om één nieuwe te maken, bijvoorbeeld water en wind voor ijs en vuur plus aarde voor lava. Terwijl het wel normaal is om meer dan een element te gebruiken, is er een Kekkei Genkai vereist om ze samen te voegen. Terwijl sommige Geavanceerde Natuurtransformaties worden geassocieerd met bepaalde clans, zoals ijs wat bij de Yuki-clan hoort, komen andere Geavanceerde Natuurtransformaties in personen voor met geen enkele relatie tot een clan of familie, zoals het gebruik van Lava in Iwagakure (Dorp verscholen in de Stenen), Kirigakure (Dorp verscholen in de Mist) en Kumogakure (Dorp verscholen in de Wolken).
- Sommige Kekkei Genkai geven hun gebruikers de kracht om hun lichaam ongeëvenaard te gebruiken. Bijvoorbeeld de broers Sakon en Ukon kunnen hun lichamen en dat van andere samenvoegen. Een ander voorbeeld is Kimimaro's Kekkei Genkai: Shikotsumyaku, wat hem zijn botten laat manipuleren in welke manier dan ook, zoals zijn ruggengraat veranderen in een zweep.

## Byakugan
De Byakugan (byaku = wit, gan = ogen) is een genetisch overdraagbaar talent waarmee de gebruiker in een veld van bijna 360 graden om zich heen kan zien (behalve op een blinde plek in de nek boven de derde vertebra thoracica) en meters verder kan zien door dingen heen. De drager van Byakugan heeft een totaal wit oog en pas in het tweede level van de Byakugan is er een pupil te zien. Byakugan-gebruikers hebben dus een telescopisch zicht.
Een Byakugan-gebruiker kan ook de chakralijnen van een ander zien zitten en ze met de juiste bewegingen afsluiten, de Gentle Fist-techniek (Juken). Ook kunnen ze zwakke punten zien en dus met een goed gemikte mep iemand in een keer doden.
Er zijn vele technieken mogelijk met de Byakugan, zoals de Eight Trigram Palms Heavenly Spin-techniek (Hakkeshō Kaiten), de Eight Trigrams Sixty-Four Palms-techniek (Hakke Rokujūyon Shō) en de Eight Trigrams Sixty-Four Palms Guard, waarmee ze hun handen zo snel bewegen dan er een soort van chakra-schild over hen heen komt. Bekende gebruikers van de Byakugan zijn: Hyuuga Neji, Hyuuga Hinata, Hyuuga Hinabi, Hyuuga Hiashi en Hyuuga Hizashi.

## Hyouton
De Hyouton (hyou = ijs, ton = realisatie) is een genetisch overdraagbaar talent waarmee de gebruiker ijs en water kan creëren en manipuleren voor zijn/haar jutsus. De Mist-shinobi Haku was de enige bekende met dit talent. Hij gebruikte zijn kekkai genkai voor de Demonic Ice Mirrors techniek (Makyō Hyō Shō no Jutsu) die ijzige spiegels vormden waar Haku in en uit kon springen en wapens vanuit kon gooien. In de eerste Naruto-film kwamen enkele shinobi van het landje Yuki (Sneeuw) voor die ook ijs-jutsus gebruikte (met het ijselement). Zij manipuleerden alleen ijs dat al bestond, het zelf creëren konden ze niet. Ook was het geen Kekkai Genkai: dat bleek uit Hatake Kakashi, die met zijn Sharingan een van de ijstechnieken kopieerde.

## Mokuton
De Mokuton (moku = woud, ton = realisatie) is een genetisch overdraagbaar talent waarmee de gebruiker bomen kan manipuleren en creëren voor zijn/haar jutsus. De Eerste Hokage was de enige die deze Kekkai Genkai had in de serie. Hij gebruikte zijn talent om bomen te maken die de grondlegging van Konohakagure vormden. Orochimaru riep hem later in zijn gevecht tegen de Derde Hokage op en beval hem tegen de Derde Hokage te vechten. Dat deed hij (door Orochimarus techniek stond hij onder zijn controle) maar de Derde Hokage kon van hem winnen. Veel langer geleden experimenteerde Orochimaru met DNA en spoot het in bij de jonge ninja Tenzo (beter bekend onder zijn schuilnaam Yamato.). Yamato heeft hierdoor nog steeds de Mokuton kekkai genkai onder zijn controle en gebruikt het voor jutsus als Wood Clone Technique (Moku Bunshin no Jutsu) waarmee hij een houten kloon van zichzelf creëert.

## Sharingan
De Sharingan (letterlijk: 'Kopieer Wiel-Oog') is een genetisch overdraagbaar talent waarmee de gebruiker elke ninjutsu, taijutsu en genjutsu kan doorzien en de techniek ook nog eens met gemak kan kopiëren. Op het gebied van kopiëren heeft de Sharingan drie valkuilen: technieken waar de persoon het lichaam of de benodigde kennis niet voor heeft, andere Kekkai Genkai technieken en de oproep techniek (Kuchiyose no Jutsu). Niemand kan een oproeping oproepen zonder een contract met de oproeping te hebben gemaakt. Zo kan de Sharingan dan ook niet echt letterlijk kopiëren, hij helpt alleen de gebruiker de techniek te doorzien. De Sharingan komt niet vanzelf in het oog: men moet een ervaring van leven en dood, een ervaring waar men hem echt nodig zou moeten hebben, hebben gehad. Na de eerste verschijning kan een gebruiker de Sharingan terugroepen wanneer hij of zij dat wil. Het is mogelijk Sharingan te verwijderen uit het oog van een gebruiker en te plaatsen in het oog van een ander. Dit gebeurde bij Hatake Kakashi. Zijn Sharingan kreeg hij van zijn vroegere teamlid Uchiha Obito, die tijdens een missie bedolven werd onder rotsen en hun andere teamlid Rin vroeg zijn Sharingan in Kakashi's oog te plaatsen als cadeau voor zijn benoeming tot Jounin (hoog gerankte ninja.). Kakashi en Danzou zijn de enigen buiten de Uchiha clan met de Sharingan. Verder komt het alleen voor bij leden van deze clan. De reguliere Sharingan is op het moment alleen in het bezit van Uchiha Sasuke,Tobi en Uchiha Sarada.
Eerste vorm Sharingan, eerste keer na ontwaking):
Tweede vorm Sharingan, te verkrijgen door ervaring met Sharingan):
Derde vorm Sharingan, laatste vorm van de Sharingan, als een gebruiker deze vorm heeft, is hij een volleerd Sharingan gebruiker:

### Mangekyou Sharingan
De Mangekyou Sharingan (Kaleidoscoop Kopieer Wiel-Oog) is de level 2 van de reguliere Sharingan. Hij ziet er iets anders uit en heeft meer mogelijkheden. Volgens Uchiha Itachi, kan een gebruiker deze vorm van Sharingan verkrijgen door zijn beste vriend te doden of zijn beste vriend dood te zien gaan. Een van de bijverschijnselen van deze techniek is echter wel dat de gebruiker uiteindelijk blind wordt. De snelheid van dit proces wordt bepaald door de mate waarin je de Mangekyou gebruikt. Slechts Uchiha Madara heeft de oplossing voor dit probleem gevonden, en heeft daarmee de Fuumetsu Mangekyou Sharingan (Eeuwige Kaleidoscoop Kopieer Wiel-Oog) bereikt.

#### Itachi's Mangekyou Sharingan
Itachi verkreeg deze Sharingan door zijn beste vriend (Uchiha Shisui) dood te zien gaan. Met de Mangekyou Sharingan kan Itachi mensen in een verschrikkelijke genjutsu (illusie) brengen die als een nachtmerrie is, en waar hij over tijd en ruimte heerst. Hij brengt mensen in deze genjutsu door ze in zijn oog te laten kijken. Ook heeft hij een doujutsu (oogtechniek) die zwarte vlammen schiet (Amaterasu, vernoemd naar de Japanse zongod, met een temperatuur van 15-16 miljoen graden Celsius, het is onmogelijk om de zwarte vlammen zonder een Mangekyo Sharingan te doven). Pas later in de serie wordt het duidelijk dat Itachi met beide ogen "Susano'o" kan oproepen. Dat is een geest die Itachi voor alles verdedigt en zelfs goed kan aanvallen.
Het "Sealen" van mensen en objecten kon Itachi alleen doordat hij in bezit was van speciale wapens die hij zijn "Susano'o" liet hanteren.
Itachi's Mangekyou:

#### Kakashi's Mangekyou Sharingan
Kakashi heeft zijn beste vriend Obito niet gedood want zijn beste vriend gaf hem zijn Sharingan wanneer hij ging sterven als Madara hem niet had gered, omdat Kakashi's linkeroog werd verblind door een ninja die onzichtbaar kon worden. Kakashi was geen Uchiha, dus hij zou ook geen Sharingan krijgen als hij Obito wel had vermoord. Hij kan met deze sharingan voorwerpen en mensen een andere dimensie insturen. Hij probeert dit op Deidara, maar mist en zuigt alleen Deidara's rechterarm op. Later lukt het hem wel om Deidara's Harakiri C3 Explosie af te voeren naar de andere dimensie. Zijn Sharingan ziet er anders uit dan Itachi's, namelijk haak-achtiger.
Kakashi's Mangekyou Sharingan:

#### Izuna's Mangekyou Sharingan
Izuna Uchiha de broer van Madara Uchiha. Hier is niet veel over bekend, wel is de vorm bekend. En is er bekend dat Izuna, snel nadat Madara zijn Mangekyou verkreeg hij hem ook verkreeg.
Izuna's Mangekyou Sharingan:

#### Madara's Mangekyou Sharingan
Madara was de eerste van de Uchiha clan die de Mangekyou verkreeg!
Madara's Mangekyou Sharingan:

#### Sasukes Mangekyou Sharingan
Over Sasukes Mangekyou Sharingan is nog niet zoveel bekend in de animé. Wel is al te zien geweest dat hij als eerste persoon de vlammen van de Amaterasu kon maken en doven. Er werd aangenomen dat deze vlammen nóóit gedoofd zouden kunnen worden. Dit is Sasuke wel gelukt. Verder kan hij ook Tsukyuyomi gebruiken al doet hij dat bijna nooit . Ook kan hij susano'o oproepen met zijn beide ogen. Het is alleen mogelijk om Susano'o op te roepen nadat je Amaterasu en Tsukuyomi kunt doen.
Sasuke verkreeg de Mangekyou Sharingan nadat hij Itachi heeft verslagen. Itachi heeft aan het eind van het gevecht al zijn "Ogenkennis" toegebracht aan Sasuke, en daarbij ook zijn technieken.
Sasukes Mangekyou Sharingan:

### Fuumetsu Mangekyou Sharingan
De Fuumetsu Mangekyou Sharingan (Eeuwige Kaleidoscoop Kopieer Wiel-Oog) is voor een gebruiker te verkrijgen door het vermoorden van zijn eigen broer. Deze broer moet ook de Mangekyou Sharingan bezitten, dus deze moet ook zijn beste vriend hebben vermoord. Wanneer iemand de Mangekyou Sharingan heeft en deze te vaak gebruikt, zal hij uiteindelijk blind worden. Hier is echter één oplossing voor; de ogen van de gedode broer nemen en deze in het eigen hoofd te zetten. Dit vertelt Madara-Uchiha (beter bekend als Tobi), nadat Sasuke, Itachi vermoord heeft en Sasuke mee naar zijn onderduikplek heeft gebracht.
Madara vertelt dat hij blind werd en ook vreselijke pijnen leed. Zijn broer Uchiha Izuna zorgde al even voor hem, op een gegeven moment kwam Uchiha Izuna bij hem zitten. En Madara kon de pijn niet meer verdragen en heeft de ogen uit zijn eigen broer geknepen ( dus met 3 vingers achter de Mangekyou oog houden en het dan er uit trekken). En heeft toen deze in zijn eigen hoofd gezet. Uiteindelijk blijkt ook dat Madara toestemming had gekregen van zijn broer. En zo kreeg Madara zijn zicht weer terug.
Sasuke weigert na het verhaal om de ogen van Itachi te nemen omdat Sasuke vindt dat zij beiden dingen te anders zagen. Als Sasuke na het gebruiken van zijn eigen Mangekyou toch langzamerhand zijn zicht verliest, komt hij terug op deze beslissing en besluit hij zijn broers ogen te transplanteren.
De Fuumetsu Mangekyou Sharingan neemt zijn vorm aan door de vormen van beide Mangekyou Sharingannen samen te voegen. Dit ziet men duidelijk bij de Fuumetsu Mangekyou Sharingan van Madara.
Madara's Fuumetsu Mangekyou Sharingan:

## Shikotsumyaku
De Shikotsumyaku (letterlijk: Dode botten hartslag/stroomstoot) is een genetisch overdraagbaar talent waarmee de gebruiker zijn eigen botten kan manipuleren, nieuwe botten maken, botten uit zijn eigen lichaam halen en botten als wapens gebruiken. De Shikotsumyaku kent verschillende jutsus, bijvoorbeeld de Finger Bullet Trill (Teshi Sendan no Jutsu) waarmee de gebruiker vingerkootjes uit zijn vingers laat schieten en ze op zijn vijand af laat razen. Een wat meer extremer voorbeeld is de Dance of the Seedling Fern (Sawaribi no Mai) die een enorm bottenwoud creëert vanaf de grond. In alle gevallen gebruikt de Shikotsumyakugebruiker botten van zijn eigen lichaam. Ze hebben geen macht over de botten van anderen. De enige bekende gebruiker van deze Kekkai Genkai is Kaguya Kimimaro.

## Soma no Ko
Soma no Ko (letterlijk:Aanval van een Kwaadaardig Geesten Paar) is de Kekkai Genkai beheerst door Sakon en Ukon van de Sound Five. Deze Kekkai Genkai geeft ze de mogelijkheid hun eigen lichaam te laten versmelten met dat van een ander, zodat hun hoofd op de romp van het lichaam van die ander komt te staan. Ukon zit het grootste gedeelte van de tijd in Sakon, met zijn hoofd op Sakons rug. Meestal slaapt hij, maar tijdens een gevecht komt hij naar buiten. Met hun Parasite Demon Demolition Technique (Kisei Kikai no Jutsu) versmelten ze met het lichaam van hun vijand, dat ze van binnenuit langzaam kunnen doden door de cellen van hun vijand te vernietigen. Weliswaar is dit een effectieve manier om te doden, maar ook ontzettend sloom. Als de vijand zichzelf met een mes steekt en de Soma no Ko gebruiker zit in hem, voelt hij de pijn ook. Dat is een van de nadelen van deze Kekkai Genkai, die alleen door Sakon en Ukon gebruikt wordt.